# Винаровка (Житомирская область)
Винаровка (укр. Винарівка) — село на Украине, основано в 1532 году, находится в Иршанской поселковой общине Житомирской области.
Код КОАТУУ — 1822383602. Население по переписи 2001 года составляет 31 человек. Почтовый индекс — 11576. Телефонный код — 4142. Занимает площадь 0,301 км².